# 綠泉谷 (加利福尼亞州)
綠泉谷（英語：Green Springs Valley）是位於美國加利福尼亞州埃爾多拉多縣的一個非建制地區。該地的面積和人口皆未知。

## 地理
綠泉谷的座標為38°42′35″N 121°02′54″W / 38.70972°N 121.04833°W，而該地的平均海拔高度為331米（即1086英尺）。